# Клыш, Анатолий Михайлович
Анатолий Михайлович Клыш (20 мая 1921, Люблино, Московская губерния — 1998, по другим данным — 20 мая 1920, Тёплое — 3 февраля 1984, Москва) — советский футболист, нападающий, полузащитник.

## Биография
Участник Великой Отечественной войны. Награждён медалью «За победу над Германией в Великой Отечественной войне 1941—1945 гг.».
Играл в московских командах МВО (1946—1947), «Локомотив» (1947—1949), ВМС (1950—1953). В чемпионате СССР в 1948—1949, 1951 годах сыграл 77 матчей, забил три гола.
По словам одноклубника Евгения Лядина, [Клыш был] в середине поля — профессор. Техника, видение, пас — все было при нем. […] по жизни был большой оригинал и флегматик, что, на мой взгляд, мешало ему полностью проявить свой талант. По манере игры специалистами сравнивался с Николаем Дементьевым.
Советский поэт, любитель футбола Евгений Евтушенко считал Клыша самым недооцененным игроком своего поколения. Называл его гениальным футболистом, достойным играть в сборной СССР; посвятил ему стихотворение.